# Porcupinychus cuspidatus
Porcupinychus cuspidatus är en spindeldjursart som beskrevs av Meyer 1974. Porcupinychus cuspidatus ingår i släktet Porcupinychus och familjen Tetranychidae. Inga underarter finns listade i Catalogue of Life.